# Netelia gotoi
Netelia gotoi är en stekelart som beskrevs av Konishi 2005. Netelia gotoi ingår i släktet Netelia och familjen brokparasitsteklar. Inga underarter finns listade i Catalogue of Life.